# Ceraclea ramburi
Ceraclea ramburi är en nattsländeart som beskrevs av Morse 1975. Ceraclea ramburi ingår i släktet Ceraclea och familjen långhornssländor. Inga underarter finns listade i Catalogue of Life.